# BBS鄉民的正義
《BBS鄉民的正義》（英語：Silent Code），2012年科幻劇情片，由台灣導演林世勇所執導的木偶人動畫電影版，於2012年8月17日上映，該劇本改編自台灣BBS網路事件。

## 劇情
|            | 網路也好…真實世界也好…人多的一方，往往霸佔著所謂的正義 |
| ——正式標語 |                                                        |

|          | 我要他們永遠記得，他們曾經用BBS殺死一個女孩子 |
| ——前標語 |                                               |

對新聞工作充滿使命感的記者藍苡晴（郭雪芙飾），追求真理、報導事實真相是她對自己的要求。原以為踏進報社就能發揮所長，卻只能聽命長官指示在網路論壇上找新聞。藍苡晴闖入數十萬網友聚集的BBS論壇，看到所有網友群起攻擊夢想板板主——湘（李澄湘，陳意涵飾），湘創立夢想板之原意是讓網友們分享彼此的夢想。
因為一段不該外流的影片，湘成為人肉搜索的主角，電腦工程師黃冠軍（修杰楷飾）雖挺身而出為湘說話，要大家冷靜。但排山倒海而來的辱罵、一通接著一通無法辨識的來電號碼，她無法承受這一切且瀕臨崩潰邊緣。
然而這整起事件幕後策畫者，疑似是湘的前男友King（顏正宇，陳柏霖飾） 一手操控，King是網路世界中赫赫有名的駭客，只有他才能入侵BBS論壇最高指揮中心。King雖然曾經深愛著湘，但是湘的離去令他無法釋懷。藍苡晴一路追查下去，事實的真相越來越複雜，牽扯進來的人越來越多...

## 演員

### 主要演員
| 演員               | 角色   | 网名(ID)    | 備註 |
| 陳意涵 前導:胡曉芳 | 李澄湘 | DreamLove   | 25歲。PTT夢想版版主，顏正宇的前女友，白文慧的學姐。 醫院養病的女孩，因為被網友人肉搜索並打電話騷擾，而在頂樓絕望吶喊。在最後引發奇蹟。         |
| 陳柏霖 前導:陳嘉豪 | 顏正宇 | King        | 25歲。電腦駭客，李澄湘的前男友。 在駭客大賽秒殺對手而成為網路上擁有一定知名度及支持者的名人。                                                  |
| 郭雪芙 前導:豆花妹 | 藍苡晴 | Sunny Blue  | 26歲。雷報報社記者 一心想在新聞發展長才卻因為長官的命令只能無奈的上網找新聞，最後在整件事情落幕後辭職。                                        |
| 林玟誼 前導:廖苡喬 | 白文慧 | JusticeGirl | 23歲。PTT表特版-版主，李澄湘的學妹。 上了研究所後透過站內選舉被BBS站方指派為Beauty板板主。                                                     |
| 修杰楷             | 黃冠軍 | Mimic/Queen | 29歲。FOUR SQUARE電腦工程師，其真面目為女皇。在駭客大賽被顏正宇秒殺而懷恨在心，意外發現李澄湘為顏正宇前女友後便開始展開復仇計畫，引發BBS事件。 |

### 相關演員
| 演員   | 角色     | 備註                                                                               |
| 蔡阿嘎 | 酸 民    | ID:acid，因白文慧與其他版主罵鄉民而感到不滿，把所有鄉民聚集起來叫白文慧下台。      |
| 麥 基  | 鄉 民    | 因白文慧與其他版主罵鄉民而感到不滿，把所有鄉民聚集起來叫白文慧下台。               |
| 龜 臉  | 鄉 民    | 因白文慧與其他版主罵鄉民而感到不滿，把所有鄉民聚集起來叫白文慧下台。               |
| 李鳳新 | 李組長   | 58歲。ID:Captain Lee，警局榮譽警官，專門處理各種詭譎的案件，遇到事情經常眉頭一皺。 |
| 廖苡喬 |          | Beauty板主。                                                                       |
| 金 勤  | 站 長    | BBS站站長。                                                                        |
| 梁正群 | 林醫師   | 湘的主治醫生。曾經也是BBS版主之一。                                                |
| 劉紀範 | 金剛芭比 | ID:KongGirl，服飾店老闆，鄉民。                                                    |
| 甘宗哲 | 兵馬俑   | 街頭藝人，鄉民。                                                                   |
| 蔡越昀 | 老 闆    | 香腸攤老闆，鄉民。                                                                 |
| 林明翰 | 小 開    | 香腸攤小開，鄉民。                                                                 |
| 林亮君 | 老闆娘   | 香腸攤老闆娘，鄉民。                                                               |
| 林恩進 | 法 官    | ID:judge，法官，鄉民。                                                             |
| 高瑋圻 | 主 管    | 雷報報社主管，藍苡晴上司，個性偏激。                                               |
| 王 師  | 總經理   | FOUR SQUARE 總經理，因King的駭客身分而無法雇用他。                                 |

### 客串演出
| 演員            | 角色     | 備註                              |
| 鄧素芳          | 護理長   | 湘住院時的護理長。                |
| 江欣喻          | 護士A    | 湘住院時的其中一個護士。          |
| 陳郁            | 櫃台小姐 | 被King騙上樓趁機入侵FOUR SQUARE。 |
| 孫歇貴          | 助理     | 站長助理。                        |
| lrene           | 小 C     | 表特版版主。                      |
| 陳奕安          | M M      | 表特版版主。                      |
| 黃路梓茵 (LuLu) | 大學生   | 白文慧好友。                      |
| 邱宇婕          | 大學生   | 白文慧好友。                      |
| 陳述凱          | 主持人   | 駭客比賽主持人。                  |

### 配音演出
| 演員   | 角色   | 備註                                                                             |
| 蔣鐵城 | 木偶人 | BBS言語過濾程式，W-Virus。站方用於管理、刪除鄉民不當之言論。                     |
| 蔣篤慧 | 女 皇  | 黃冠軍另一網路分身，利用木馬病毒駭進湘的電腦散播不實謠言。                       |
| 藏鏡人 | 鬧 鐘  | King自己撰寫的鬧鐘程式，用來提醒重要事項，但卻成為第一次與木偶人交手時的絆腳石。 |

## 音樂
| 主題曲   | 歌手         | 作詞        | 作/編曲      | 導演        |
| 不再想念 | 陳依婷 Miogo | 林世勇 Hero | 陳依婷 Miogo | 林世勇 Hero |

## 製作
- 2009年，木偶人工作室的團隊寫出長片劇本：木偶人動畫電影版《BBS鄉民的正義》，隨即開始製作這部描述有趣亦有深度的網路論壇題材。
- 2009年12月，獲得經濟部工業局數位內容補助計畫的援助，木偶人動畫工作室如火如荼的製作這部由真人+3D動畫與實景合成的作品。[5]，開始展開一連串的製作。
- 2010年，龐大的3D動畫製作費用迫使團隊以當時完成的畫面剪接成前導短片。
- 2010年6月26日，前導片正式在Youtube推出[6]，不到一個月，點閱人數突破50萬人。
- 2010年10月，木偶人工作室轉型為星木映像股份有限公司，為了完成電影，一邊接案一邊尋求各種補助機制。
- 2010年年底，推出BBS鄉民小劇場。
- 2011年5月，BBS鄉民的正義前導短片突破百萬瀏覽人次，BBS鄉民小劇場突破三百萬人次。由聯華食品可樂果的贊助，而展開電影的正式製作。
- 2011年7月4日，星木團隊正式宣佈，BBS鄉民的正義正式開拍。
- 2012年8月17日，BBS鄉民的正義正式上映。

## 拍攝場景
- 逢甲大學
- 實踐大學
- 元智大學
- 美麗島站
- 中央公園站
- 桃園療養院
- 安平樹屋
- 台北車站
- 中正紀念堂
- 統一夢時代購物中心
- 大魯閣新時代購物中心
- 臺中市政府大樓及府前廣場
- 台中大肚山
- 台中高鐵橋下公園

此外，臺中市政府也給予該片200萬元輔導金及拍攝支援。

## 獎項
- 木偶人前作得獎紀錄 台北電影節評審團特別獎
- 金穗獎最佳動畫入圍
- 日本東京Digicon6+3台灣第一名
- 南方影展智冠特別獎
- 台中小金馬金牌獎
- Eye台灣動畫金獎
- 台灣國際動畫影展科技藝術金獎
- 第49屆金馬獎最佳新導演提名

## 票房收入
- 全台票房：5,500萬[7]
- 台北週末票房排行榜

| 週次 | 排行日期           | 排行 | 本週票房 | 累計票房 | 備註         |
| 口碑 | 08月17日－08月19日 | 7    | 108萬    | 108萬    | 口碑場       |
| 1    | 08月17日－08月19日 | 5    | 587萬    | 696萬    | 08月17日首映 |
| 2    | 08月24日－08月26日 | 5    | 380萬    | 1,529萬  |              |
| 3    | 08月30日－09月01日 | 8    | 162萬    | 1,947萬  |              |
| 4    | 09月07日－09月09日 | 13   | 65萬     | 2,099萬  |              |
| 6    | 09月14日－09月16日 | 14   | 28萬     | 2,153萬  |              |
| 7    | 09月21日－09月23日 | 26   | 60,655   | 2,166萬  | 10月04日終映 |

- - 資料來源：K電影情報網 與 開眼電影網

## 外部連結
- 《BBS鄉民的正義》官方網站
- BBS鄉民的正義的Facebook專頁
- YouTube上的《BBS鄉民的正義》官方幕後花絮頻道
- 《BBS鄉民的正義》新浪網專題 （页面存档备份，存于）
- Yahoo奇摩電影上《BBS鄉民的正義》的資料（繁體中文）
- MSN娛樂上《BBS鄉民的正義》的資料（繁體中文）

- 開眼電影網上《BBS鄉民的正義》的資料（繁體中文）
- 豆瓣电影上《骇战》的資料 （简体中文）
- 时光网上《骇战》的資料（简体中文）
- AllMovie上《BBS鄉民的正義》的资料（英文）
- 香港影庫上《BBS鄉民的正義》的資料（繁體中文）
- 互联网电影数据库（IMDb）上《BBS鄉民的正義》的资料（英文）